# Boa imperator
Boa imperator är en orm i familjen boaormar som förekommer i Central- och norra Sydamerika. Populationen listades fram till 2009 som underart till kungsboa (Boa constrictor). Typexemplaret hittades i Mexiko.

## Utseende
De största exemplaren lever i tropiska delar av Centralamerika och når en längd av upp till 300 cm. På öar och i Mexikos torra landskap blir individerna vanligen 100 till 175 cm långa. Honor är större än hanar. En rosa variant som hittades på öarna Cayos Cochinos norr om Honduras finns inte kvar i naturen. I motsats till kungsboan har arten i den vanligaste färgvarianten inget rött på svansen. Linjerna på huvudet bildar ett kors.

## Utbredning
Artens utbredningsområde sträcker sig från östra och södra Mexiko till norra Colombia och västra Ecuador. Ormen lever i låglandet och i bergstrakter upp till 1500 meter över havet. Enstaka fynd från olika centralamerikanska öar kan vara denna art. Boa imperator introducerades dessutom på Cozumel och i Florida. Habitatet varierar mellan halvöknar, gräsmarker, buskskogar, savanner och skogar, däribland torra skogar och molnskogar.

## Ekologi
Exemplaren klättrar ofta i träd. Födan utgörs av ödlor, mindre fåglar, marklevande däggdjur till storleken av en aguti och trädlevande däggdjur som fladdermöss. Honor lägger inga ägg utan föder ungefär 17 levande ungar per tillfälle. Arten blir i fångenskap 20 till 30 år gammal.

## Hot
Flera exemplar har fångats och hållits som terrariedjur, särskilt ovanliga färgvarianter (se ovan). Under 1990-talet importerades cirka 100 000 individer av släktet Boa till USA. Populationen påverkas i viss mån av skogsröjningar. Allmänt har Boa imperator ganska bra anpassningsförmåga. IUCN listar arten som livskraftig (LC).